# Fondazione IRCCS Istituto nazionale dei tumori
La Fondazione IRCCS Istituto Nazionale dei Tumori o Istituto dei tumori di Milano (nata nel 1928 come Istituto Vittorio Emanuele III per lo studio e la cura del cancro), è un ospedale pubblico milanese dedicato alla cura del cancro dal punto di vista clinico e da quello della ricerca. L'istituto fu inaugurato il 12 aprile 1928 da Vittorio Emanuele III, nel 1939 ricevette il riconoscimento di Istituto di ricovero e cura a carattere scientifico (IRCCS) e, ad oggi, rappresenta il più grande centro oncologico in Lombardia, oltre che la sede dell'ufficio di coordinamento della Rete oncologica lombarda (R.O.L.).

## Storia

### Dalla fondazione agli anni dell'avvio

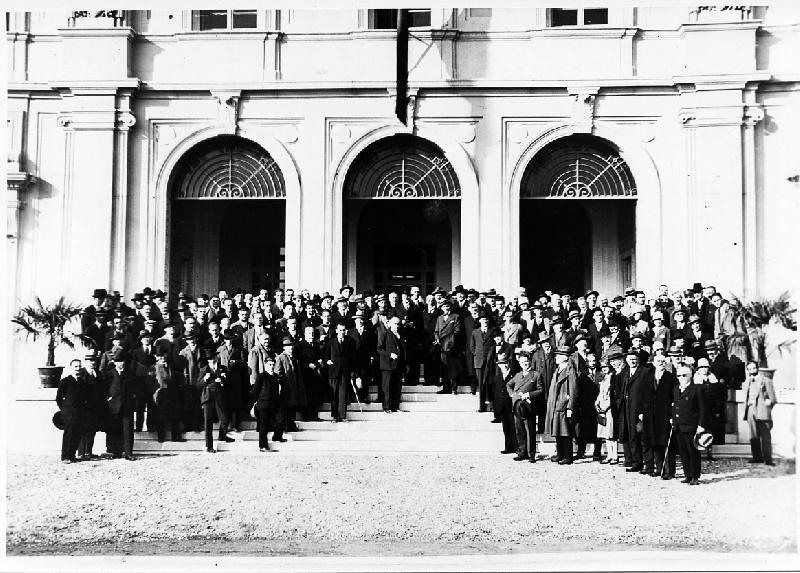
L'inaugurazione dell'Istituto nazionale per lo studio e la cura dei tumori di Milano il 12 aprile 1928

Agli inizi del '900, si cominciò a prendere coscienza della rilevanza sociale della patologia oncologica, del cancro. A interessarsi assiduamente (e da tempo) al problema del cancro fu proprio il direttore della clinica chirurgica dell’università di Pavia, Gaetano Fichera, che, in campo oncologico, aveva elaborato la “teoria dello squilibrio oncogeno”. I risultati di tali studi furono presentati dallo stesso direttore in tutto il mondo, arrivando, nel 1924, sino in America Latina, grazie anche all’ausilio del senatore e amico Luigi Edoardo Frisoni. I successi di tali conferenze mossero quest'ultimo a intraprendere una raccolta di fondi, partendo da San Paolo, per la realizzazione dell’“Istituto Fichera per lo studio e la cura dei tumori”, che sarebbe dovuto sorgere a Milano.

Determinante per la concretizzazione di tale iniziativa fu Luigi Mangiagalli - medico, senatore e sindaco di Milano - il quale, nel momento in cui si era delineata la decisa volontà di affrontare il problema del cancro, assunse un'importante posizione, affermando che: 
(Luigi Mangiagalli, 1927)
 
L'ideale perseguito da Mangiagalli riscontrò convinte adesioni; non mancarono, tuttavia, anche pareri divergenti: tra i più, spiccava la posizione contraria assunta da Luigi Zoja, clinico medico della neonata Università degli studi di Milano. La sua idea era quella di costruire, invece di un istituto di tipo clinico, una fondazione destinata esclusivamente allo studio. La proposta di Zoja non prevedeva, tuttavia, il ricovero dei pazienti in un'unica struttura apposita e fu giudicata inadatta. A conferma di tale bocciatura vi era la ferma convinzione dello stesso Mangiagalli per cui 

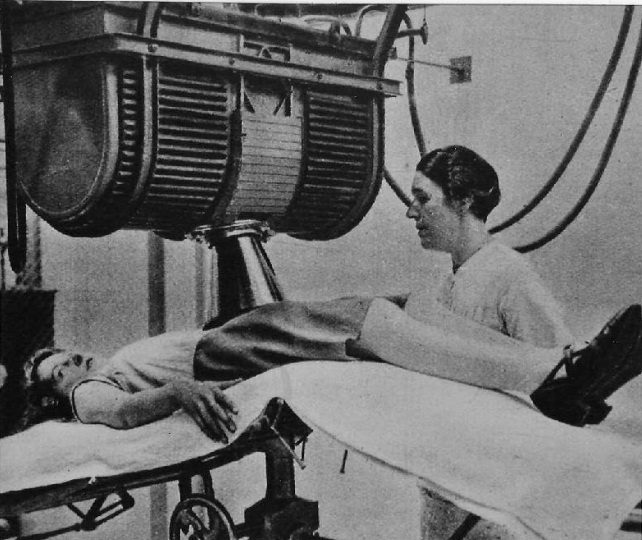
Trattamento radioterapico presso l'Istituto per lo studio e la cura dei tumori di Milano (ca. 1930)

La data di ideazione dell’Istituto può essere fissata al 19 gennaio 1925 e, in primis, aderirono al progetto tutti i protagonisti della raccolta di fondi iniziale, Fichera compreso, il quale venne da questo momento designato come futuro direttore generale. Il 28 aprile 1925 fu posta la prima pietra dell’Istituto, alla presenza del sovrano Vittorio Emanuele III e dell'onorevole Pietro Fedele, ministro della Pubblica Istruzione. L’8 maggio dello stesso anno fu stilato il primo Statuto avente finalità ben precise, ponendo la struttura quale "opera di propaganda per la conoscenza e identificazione dei tumori, ricerca scientifico sperimentale e cura dei malati".

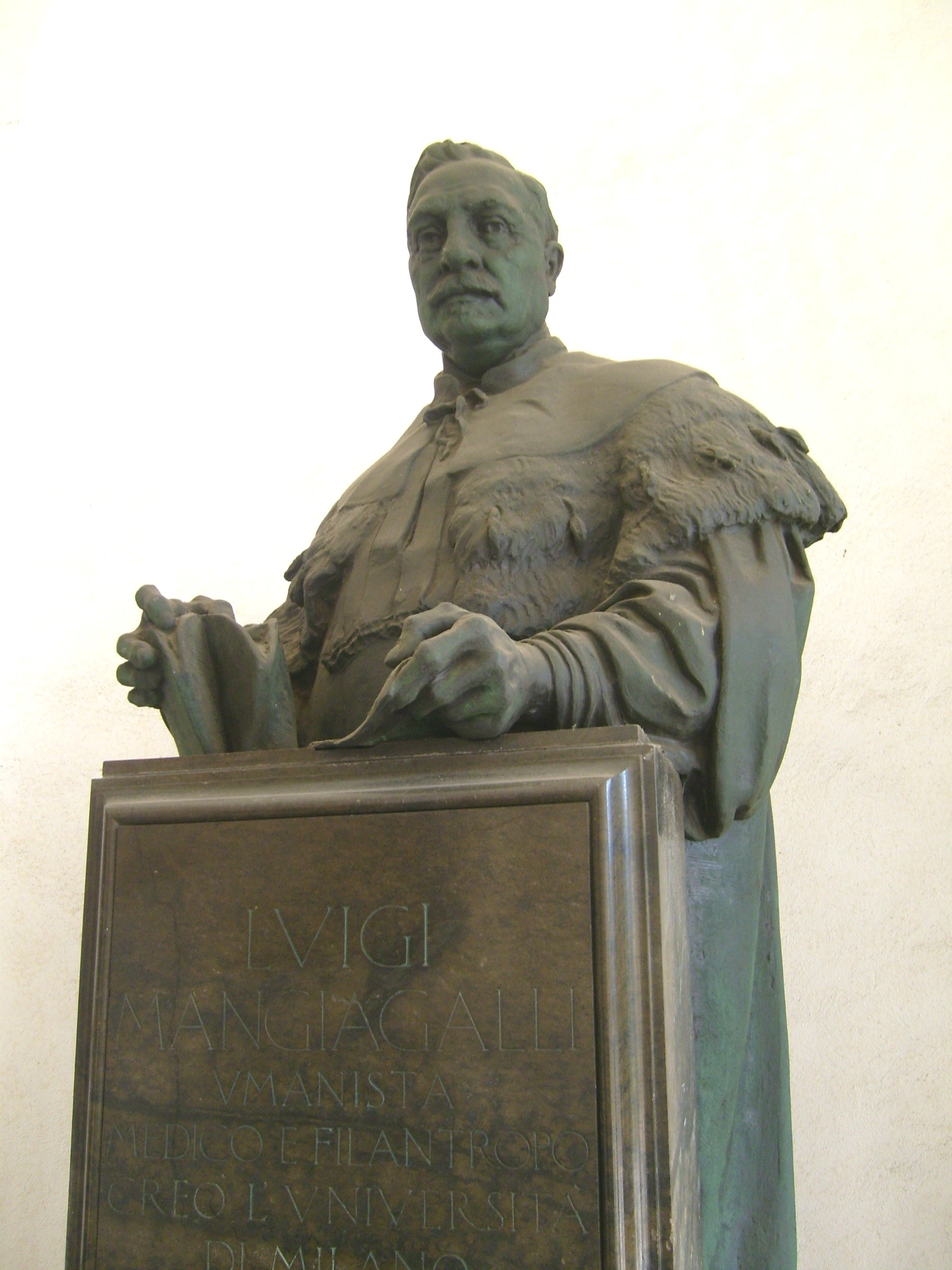
scultura rappresentante Luigi Mangiagalli: medico, senatore e sindaco di Milano

L'Istituto Vittorio Emanuele III per lo studio e la cura del cancro fu inaugurato il 12 aprile 1928, alle ore 15, nuovamente alla presenza del Re, al quale venne riservata una visita guidata accompagnato dal senatore Mangiagalli e dal professor Fichera: al termine della stessa, il sovrano pose la sua firma sull'albo dei visitatori nella sala del Consiglio.
L'attività clinica dell'Istituto ebbe inizio il 1º maggio 1928, con il trasferimento di 23 donne già degenti presso il reparto di oncoterapia ginecologica degli Istituti clinici di perfezionamento: erano pazienti particolarmente "complesse", tanto che lo stesso giorno si registrò il decesso di una di esse.
L’Istituto fu progettato dall'ingegner Giannino Ferrini, Ingegner Capo Emerito del Comune di Milano, e sorse su una superificie di 12 000 mq fra la via Ponzio e la via Strambio occupati da sei edifici collegati fra di loro da gallerie sotterranee e porticati; l'ingresso era situato sulla via Strambio; aveva una capienza di 192 letti e 40 letti a pagamento divisi in una sezione medico-chirurgica, ginecologica e radiologica, affiancate da laboratori dotati di apparecchiature all’avanguardia, stabulari per gli animali da sperimentazione con molte centinaia di topi bianchi, una sala operatoria per interventi di piccola e grande chirurgia e una Divisione di radiologia con apparecchiature diagnostiche e terapeutiche di alto livello.
Già a poco tempo dalla nascita (1928), il complesso milanese poteva annoverare tra i propri vanti l'avere a disposizione (ed in funzione) un reparto di radioterapia (Rt). L'allora governo attuale, a dimostrazione dell'interesse per le attività che si sarebbero svolte all'interno dell'Istituto, decise di donare alla neonata struttura scientifica ben 300 mg di radio (apparentemente può sembrare un quantitativo irrisorio ma è opportuno ricordare che, all'epoca, il quantitativo totale di radio posseduto dall'Italia era di pochi grammi).

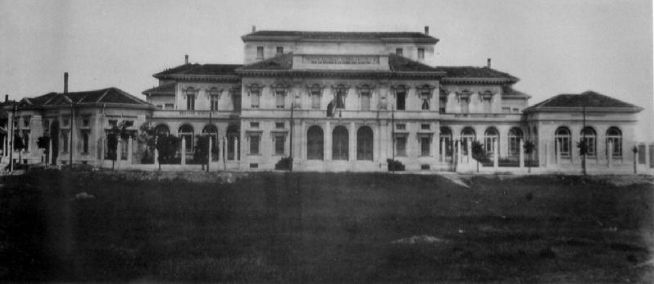
Vista frontale dell'Istituto nazionale per lo studio e la cura dei tumori di Milano (ca. 1928)

### La "vita" all'interno dell'Istituto
Tra le figure di particolare interesse nell'ospedale va sicuramente considerato il ruolo delle infermiere, delle suore, delle dottoresse e delle patronesse.
Le infermiere erano giovani donne, obbligatoriamente nubili, ospitate in convitto diversamente dal personale maschile, "infermieri ed operai", che non era collegiato).
Le donne si occupavano della cucina e delle pulizie; le suore (anch'esse abitanti nell'Istituto) e le infermiere si occupavano del vestiario e della biancheria occorrenti. Una rarità era rappresentata dalla presenza delle dottoresse che, nei primi anni, comparivano soltanto di rado nelle vesti di assistenti nella sezione di "medicina e laboratorio".

Nel 1935 iniziarono a prestare attività in Istituto anche le allieve della "Scuola infermiere volontarie della Croce Rossa": a dimostrazione dell'importanza di tale ausilio fu lo stesso Rondoni che spese parole di sincera gratitudine, ritenendo tale servizio come una 
(Pietro Rondoni)
A partire dalla proposta di fondazione una posizione di rilievo all'interno dell'istituzione era rappresentata dal "Comitato Patronesse", che organizzava raccolte benefiche e conferenze divulgative. Parallelamente, si formò anche una commissione "Dame Visitatrici", con lo scopo di seguire i malati anche dopo la dimissione.
Tra i pazienti ricoverati, vigeva una netta separazione determinata dal sesso e dalla condizione economica, evidenziata nella distinzione tra i cosiddetti "poveri" e "solventi": i primi venivano ricoverati in corsie fino a quaranta letti, mentre ai secondi erano riservate piccole camere singole sprovviste, tuttavia, di servizi igienici.
Per completare il quadro dei pazienti è necessario annoverare il caso particolare fornito dai bambini che, ospitati nelle corsie femminili dove le donne ricoverate fungevano loro da madri,  venivano allattati da queste in quanto i genitori non potevano trattenersi al di fuori degli orari di visita.

### Durante il Ventennio
Nel 1935 a Fichera successe il professor Pietro Rondoni - patologo ed oncologo italiano, allora a capo dell'Istituto di patologia generale (da lui stesso fondato) presso l'Università degli Studi di Milano - come nuovo direttore generale dell’Istituto. Il suo programma fu rivolto prevalentemente sulla centralità della ricerca, per cui, sotto la sua direzione, venne modificata la denominazione dell'Istituto anteponendo il termine “studio” a quello di “cura".
Tuttavia, le numerose iniziative di progresso furono rallentate dal richiamo alle armi, già nel luglio 1940, di medici, tecnici ed inservienti, dettate dal secondo conflitto mondiale. Negli anni successivi Milano fu sottoposta a continui bombardamenti di intensità crescente, per cui si dovette provvedere all’immediato trasferimento degli ammalati a Cernusco, sede provvisoria (per quanto riguarda il loro ricovero) occupata sino alla caduta del fascismo, mentre l’ambulatorio e le cure ambulatoriali radiologiche continuarono nella sede di Milano.

Il primo decennio postbellico dell’Istituto fu caratterizzato da un forte incremento dell’attività clinica e da un notevole avanzamento della ricerca sperimentale, tanto da suscitare, sul finire del 1954, in Rondoni il seguente commento sull’Istituto:
(Pietro Rondoni, 1954)

### L'Istituto nella seconda metà del XX secolo
Prima di morire, Rondoni aveva già indicato, in via ufficiosa, come il più adatto alla direzione generale, il primario della Divisione di chirurgia, Pietro Bucalossi: tale nomina venne ufficializzata dal Consiglio il 6 dicembre 1956 con durata decennale. Il progetto del nuovo direttore si focalizzò su 
(Pietro Bucalossi)

superando, dunque, la vecchia dicotomia tra lo studio e la cura: la cura del cancro poteva diventare ricerca!

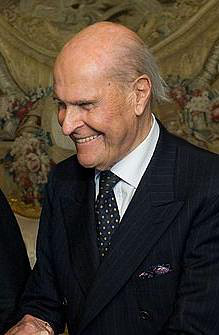
Umberto Veronesi, direttore scientifico dell'Istituto dal 1976 al 1994

Nel maggio del 1960 si realizzava un importante accordo tra l'Istituto e la società Farmitalia dove veniva stipulata una convenzione "intesa a studiare, su di una base strettamente scientifica, i farmaci ad azione antitumorale". Tra il 1960 e il 1970 nacquero le prime Divisioni di oncologia sperimentale. Questo decennio si mostrò particolarmente prolifico in termini di successi per la struttura milanese, tanto che si annoverano (tra i tanti) la prima gastroscopia in Italia (1961), nonché la prima sperimentazione mondiale della Rt endolinfatica con Lipiodol contenente iodio radioattivo (1963). Forte di tali traguardi, nel 1965, l'Istituto divenne anche centro di riferimento dell'Organizzazione mondiale della sanità per il melanoma, e vide la prima applicazione in Italia della nutrizione parenterale totale (1969).
Nel 1973, per motivi di sopraggiunti impegni politici, il Consiglio accolse la richiesta (formulata da Bucalossi stesso) di collocamento in aspettativa "per incarico di governo" e vide nella figura del professor Umberto Veronesi il sostituto ideale; delega, questa, che venne confermata nel maggio 1976, con la nomina ufficiale a direttore generale dell'Istituto. Uno dei traguardi più celebri raggiunti sotto la nuova direzione fu la dimostrazione dell'inutilità di ricorrere, in caso di tumore di dimensioni ridotte, ad una chirurgia altamente demolitiva, ricorrendo ad interventi di mastectomia ed evitando a molte donne una dolorosa mutilazione: veniva così scardinato il "dogma" che voleva la chirurgia oncologica la più radicale e ampia possibile. Nell'ambito della ricerca, inoltre, fu prodotto (nel 1981) il primo anticorpo monoclonale antitumore in Italia. Un ulteriore traguardo (questa volta di carattere strutturale) venne raggiunto nel 1979 con l'istituzione del day hospital chirurgico.
Il complesso ha mantenuto la denominazione di "Istituto nazionale Vittorio Emanuele III per lo studio e la cura del cancro" fino al 1982 quando, con il DPR n. 96 del 29 gennaio 1982, pubblicato nella G.U. n. 84 del 26 marzo 1982, venne approvata la modifica allo Statuto dell'Istituto con l'inserimento dell'articolo 1-bis che dispose il cambiamento della denominazione in "Istituto nazionale per lo studio e la cura dei tumori".
L'Istituto continuò ad evolversi negli anni, giungendo a traguardi sempre più ambiziosi e prestigiosi: nel 1983 fu registrato il primo caso diagnostico in vivo con ecocardiografia di localizzazione cardiaca di linfoma maligno, mentre l'anno successivo vide la prima dimostrazione della natura somatica dell'attivazione dell'oncogene K-ras in tumore polmonare. Anche l'anno 1985 fu caratterizzato da una serie di notevoli successi per la struttura milanese tra i quali spiccano il primo studio clinico in Italia di immunoscintigrafia del melanoma con anticorpi monoclonali radiomarcati 225.28S e l'installazione della prima risonanza magnetica nucleare in un ente pubblico milanese, inaugurata dall'allora presidente del consiglio Bettino Craxi insieme al direttore Veronesi. Inoltre, Veronesi divenne presidente dell'Organizzazione europea per la ricerca e la cura del cancro. Due anni dopo, fu realizzato il primo impianto di un sistema infusionale continuo per la somministrazione di citostatici.
Il nuovo decennio, l'ultimo del XX secolo, determinò per l'Istituto, la realizzazione, nel 1990, del primo prototipo di accoppiamento di fluoroscopia digitale/Tc e l'isolamento e la caratterizzazione del primo oncogene tiroideo (Ret/ptc1). In quello stesso anno, il direttore Veronesi fu insignito della medaglia d'oro della Regione Lombardia.  Successivamente, l'Istituto vide l'attivazione di una rete nazionale per il controllo di qualità di indicatori di proliferazione e la prima evidenza in Europa che la modificazione genetica di cellule tumorali ne induce il rigetto.
Lo sviluppo della struttura milanese in ambito di ricerca crebbe in maniera quasi esponenziale, tanto che, alla lista già vasta di traguardi raggiunti, nel 1992 si aggiunsero la prima dimostrazione secondo la quale proteine normali sarebbero potute funzionare come antigeni tumorali riconosciuti dai linfociti T ed il primo trapianto in Europa di isole pancreatiche. Nel 1994, invece, venne attuata la prima scintigrafia delle metastasi da melanoma con derivati di una benzammide radiomarcata.
Nell'aprile dello stesso anno, Umberto Veronesi rassegnò le proprie dimissioni per poter occupare esclusivamente la direzione scientifica dell'Istituto Europeo di Oncologia, ed il Consiglio di amministrazione chiamò il vicedirettore Franco Rilke a ricoprire tale carica vacante. Sotto la nuova direzione fu istituito il day hospital oncologico medico, mentre nel 1995 l'Istituto raggiunse due importanti risultati in ambito radio-diagnostico: l'identificazione dei criteri diagnostici di cardiotossicità in fase preclinica secondaria a trattamenti combinati di chemio-radioterapia in età pediatrica, e la prima tomografia ad emissione di positroni con tracciante F18-fluorodesossiglucosio.

## L'Istituto oggi
Nel 2006 è stato trasformato fondazione ai sensi del D.lgs. 288/03, con la deliberazione della giunta regionale della Lombardia n. VIII/002398 del 27 aprile, ed attualmente rappresenta il maggior polo di oncologia pediatrica in Italia ed il secondo in Europa; è l’unico Centro per la cura dei tumori italiano ad essere autorizzato al trapianto di fegato. Inoltre, l’Istituto è posto come centro di riferimento per i tumori neuroendocrini: a conferma del prestigio che la struttura riveste nel panorama internazionale, le è stata conferita, il 14 dicembre 2010, la certificazione dall’European Neuroendocrine Tumor Society (ENETS), ovvero la più importante società scientifica europea per lo studio e la cura di questi tumori, che ha classificato l’Istituto Nazionale dei Tumori tra i migliori dieci centri in Europa. Fin dalla sua istituzione la Fondazione IRCCS “Istituto Nazionale dei Tumori” svolge, in coerenza con la programmazione nazionale e regionale, l’attività di assistenza sanitaria e di ricerca biomedica, confermandosi in questo, come centro di riferimento nazionale. L’inscindibilità, la reciprocità e il continuum funzionale tra clinica e ricerca costituisce un plusvalore di indubbia positiva portata, la cui presenza simultanea determina per l'Istituto la qualifica di "Comprehensive Cancer Center", secondo quanto stabilito dall'Organizzazione degli Istituti europei del cancro (OECI). Sul fronte della ricerca, la Fondazione si pone molteplici obiettivi: da una parte, cerca di migliorare le prestazioni offerte nell'ambito della medicina predittiva, finalizzata ad effettuare analisi genetiche su persone sane per quantificare il loro rischio di sviluppare un tumore e conseguentemente offrire loro follow-up individuali o interventi specifici; dall’altra, ambisce alla personalizzazione del percorso diagnostico-terapeutico che, a malattia conclamata, prevede diagnosi personalizzate, utili per decidere terapie specifiche. A tali innovative aree di ricerca, l'Istituto affianca la promozione di stili di vita salutari diffondendo indicazioni per la prevenzione primaria della malattia oncologica, come la condanna di fumo e alcool e la promozione di attività fisica e di una dieta sana.

## Albo direttori
L'Istituto è stato diretto da:

Gaetano Fichera dal 1928 al 1935
Pietro Rondoni dal 1935 al 1956
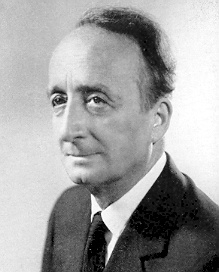
Pietro Bucalossi dal 1956 al 1975
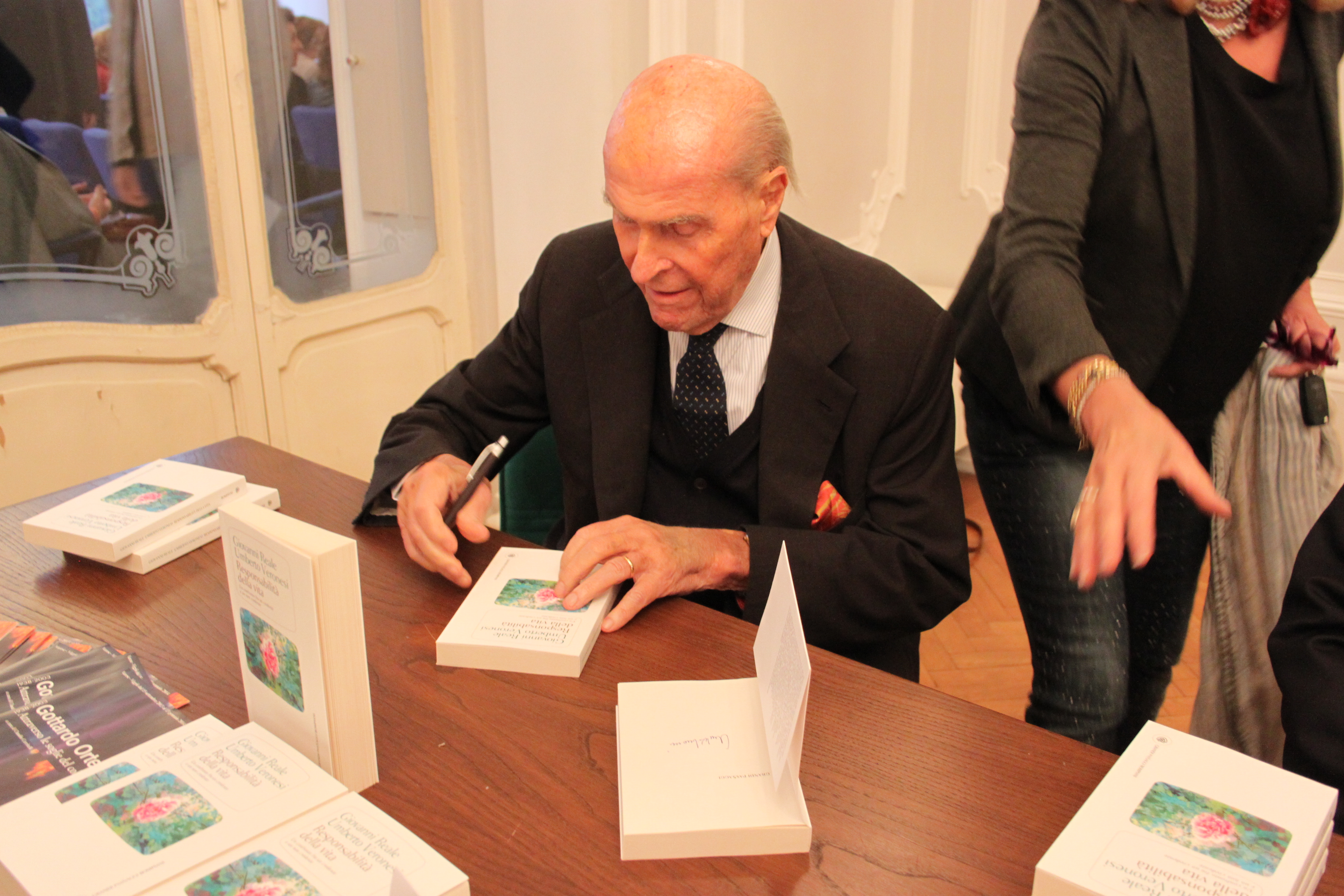
Umberto Veronesi dal 1976 al 1994
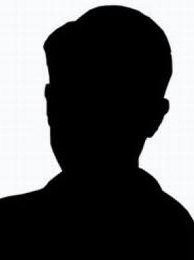
Franco Rilke dal 1994 al 1998
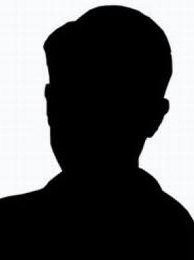
Natale Cascinelli dal 1998 al 2006
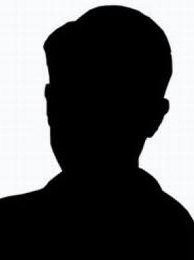
Marco Pierotti dal 2006 al 2014 (dimissionario)
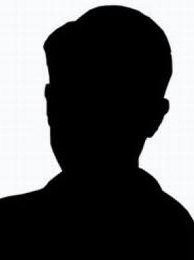
Ugo Pastorino dal 2014 al 2015 (temporaneo)
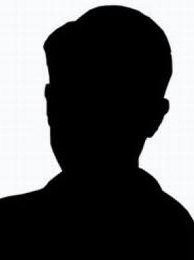
Giovanni Apolone dal 2015 in carica